# Auld Alliance Trophy
Auld Alliance Trophy – trofeum sportowe w rugby union przyznawane zwycięzcy meczu pomiędzy zespołami Francji i Szkocji w trakcie trwania Pucharu Sześciu Narodów.
Zostało ufundowane w roku 2018 upamiętniając Auld Alliance i szkockich oraz francuskich rugbystów, którzy zginęli podczas I wojny światowej, a w szczególności kapitanów obu drużyn z ostatniego przedwojennego pojedynku – Erica Milroya i Marcela Burguna, również poległych podczas tego konfliktu. Sześćdziesięciocentymetrowe srebrne trofeum zostało wykonane przez pracownię Thomas Lyte.

## Zwycięzcy
| Francja | 1 | 2019 |
| Szkocja | 1 | 2018 |

## Rezultaty
| Rok  | Zwycięzca | Gospodarz | Wynik | Gość    | Data      | Stadion                       |
| ---- | --------- | --------- | ----- | ------- | --------- | ----------------------------- |
| 2018 | Szkocja   | Szkocja   | 32:26 | Francja | 11 lutego | Murrayfield Stadium, Edynburg |
| 2019 | Francja   | Francja   | 27:10 | Szkocja | 23 lutego | Stade de France, Saint-Denis  |